# Selfie štap
Selfie štap rabi se za fotografiranje ili snimanje videozapisa postavljanjem uređaja s digitalnim fotoaparatom, obično pametnog telefona, izvan dosega ruke. To omogućuje fotografiranje pod kutom te iz udaljenosti koja ne bi bila moguća ljudskom rukom. Štapovi su obično teleskopski, s ručkom na jednom kraju i podesivim držačem za uređaj na drugom kraju. Najčešće se rabe za snimanje sebića pomoću pametnog telefona s kamerom.
Neki su povezani s pametnim telefonom pomoću utikača, dok su drugi povezani pomoću Bluetooth veze. Veza između uređaja i selfie štapa omogućuje korisniku snimanje fotografije ili snimanje videozapisa pritiskom na gumb smješten na ručki. Modeli dizajnirani za kompaktne fotoaparate imaju ogledalo iza zaslona na fotoaparatu, tako da se kadar može vidjeti u ogledalu.
Za razliku od monopoda za stabilizaciju fotoaparata na podu, selfie štap je najdeblji i najčvršći na suprotnom kraju od kamere kako bi se pružio bolji zahvat i ravnoteža kada se drži u ruci. Zbog pitanja sigurnosti te neugodnosti koje proizvod nanosi drugima zabranjen je na mnogim mjestima, uključujući sve Disneyjeve parkove, Universal Studios Orlando i Hollywood .

## Povijest
Selfie štapovi kućne izrade mogli bi datirati još 1925. godine. Fotografija iz te godine prikazuje muškarca kako fotografira sebe i suprugu uz pomoć dugačkog štapa koji je usmjeren prema kameri i izvan kadra. Amaterske kamere tog razdoblja ne bi mogle snimiti autoportret u fokusu kad bi ih držali na udaljenosti dužine ruke, zahtijevajući od fotografa upotrebu daljinskih okidača poput kabela ili štapova.
Uređaj koji je uspoređen sa selfie štapom pojavljuje se u čehoslovačkom znanstveno-fantastičnom filmu iz 1969. godine Ubio sam Einsteina, gospodo. Jedan lik drži srebrni štap ispred sebe, a drugi lik se mješka na kraju štapa dok se stvara bljesak fotoaparata, a zatim se razvija fotografija para iz ručke štapa.
Kamera Minolta Disc -7 iz 1983. godine imala je konveksno zrcalo na prednjoj strani kako bi se omogućila kompozicija autoportreta, a na slici na njenom pakiranju je bila kamera postavljena na štap dok se koristila u tu svrhu. "Teleskopski produživač" za kompaktne ručne fotoaparate patentirali su Ueda Hiroshi i Mima Yujiro 1983. godine,  a japanski selfie štapić predstavljen je u knjizi "101 ne-beskorisni japanski izum" iz 1995. godine. Iako je u to vrijeme bio odbačen kao „beskoristan izum“, selfie štap je kasnije stekao globalnu popularnost u 21. stoljeću.
Kanadski izumitelj Wayne Fromm patentirao je svoj Quik Pod 2005. godine.  koj je postao komercijalno dostupan u Sjedinjenim Američkim Državama sljedeće godine. 2012. godine Yeong-Ming Wang podnio je patent za "višeosni produžetak svesmjernog snimanja" sposoban držati pametni telefon, koji je osvojio srebrnu medalju na Concours Lepineu 2013. godine. Pojam "selfie stick" postao je široko korišten tek 2014. Razni oblici selfie štapova mogu držati prijenosna računala za snimanje selfieja s web kamere. Do jeseni 2015. tehnološke vijesti zabilježile su da je na tržištu dostupna velika raznolikost selfie štapova; Molly McCugh iz časopisa Wired napisala je u listopadu 2015. godine: "Neki su jako, jako dugi; neki nisu toliko dugi; neki su ukrašeni. Neki izgledaju poput ruku. Neki su žlice. Ali svi su oni, na kraju dana, jedno: štap koji snima selfije. "
Selfie štap naveden je u 25 najboljih izuma 2014. godine u časopisu Time , dok je New York Post proglasio selfie stick najkontroverznijim poklonom 2014. Krajem prosinca 2014. Bloomberg News primijetili su da su selfie štapovi vladali sezonom praznika 2014. kao dar godine. Selfie stick je kritiziran zbog povezanosti s uočenim narcizmom i samozaokupljenošću suvremenog društva, a komentatori su 2015. taj alat nazvali "Narcistik" ili "Štap Narcisa". Unatoč raznim zabranama, selfie štapovi pokazali su se toliko popularnima da je otvorena trgovina selfie štapova na Times Squareu tijekom ljeta 2015. 2016. objavljeno je da je Coca-Cola stvorila "selfie bocu" s pričvršćenom kamerom koja fotografira kad se nagne za piće.

## Upotreba
Uređaj se može pričvrstiti na kraj selfie štapa, a štap zatim razvući tako da je uređaj izvan dosega ruke. Različiti modeli štapa pokreću se na razne načine, poput pritiska gumba na ručki štapa koji je povezan s uređajem (obično pomoću utičnice ), pritiskom gumba na bežičnom daljinskom upravljaču (često putem Bluetootha ), korištenjem ugrađenog odbrojavanja kamere ili zvuku koji uređaj može otkriti kako bi započeo snimanje videozapisa ili fotografiranje.
Fizička sredstva pametnog telefona za aktiviranje fotoaparata, poput kontrola glasnoće zvuka ili okidača na dodirnom zaslonu uređaja, replicirana su na selfie štap. Kad se selfie štap priključi u utikač, uređaj ga prepoznaje kao slušalice.
Selfie štap praktičan je u situacijama koje zahtijevaju pomoć za fotografiranje/snimanje videozapisa pod teškim kutovima s veće, povišene udaljenosti izvan dosega ruke. Omogućuje korisniku snimanje fotografija i videozapisa u inače opasnim ili nemogućim situacijama, poput snimanja snimaka unutar vrlo duboke rupe, preko litice ili jednostavno u položaju koji je predaleko od korisnika.

## Zabrane i ograničenja
Iako je selfie štap jedan od najpopularnijih predmeta među turistima i obiteljima, zabrane i ograničenja njegove upotrebe nametnute su na nizu javnih mjesta općenito zbog pitanja sigurnosti te neugodnosti za druge.
Neka mjesta za održavanje koncerata i glazbeni festivali u Sjedinjenim Državama, Australiji i Velikoj Britaniji zabranili su upotrebu selfie štapova. Organizatori su naveli da se oni koriste za "ilegalno snimanje" setova bendova i uzrokuju sigurnosne probleme te neugodnosti ostalim članovima publike.
Muzeji, galerije i povijesne lokacije poput Versajske palače zabranili su palice zbog moguće štete na neprocjenjivim umjetničkim djelima i drugim predmetima.  
Tematski parkovi, uključujući Disneyland Resort, Walt Disney World Resort,  Tokyo Disney Resort, Disneyland Paris, Hong Kong Disneyland,  Shanghai Disneyland, Six Flags, Universal Orlando i Universal Studios Hollywood zabranili su selfie štapove. Štapovi su uvijek bili zabranjeni na vožnjama u Disney Worldu iz sigurnosnih razloga, ali nakon niza slučajeva kada je vožnja morala biti zaustavljena zbog gosta koji je usred vožnje izvukao selfie štap, poput incidenata na California Screamin ' i Big Thunder Mountain Railroad, Disney je izdao zabranu pribora u cijelom parku. 
Organizatori sportskih događaja su zabranili selfie štapove zbog njihove neugodnosti i zato što su ometali užitak ili pogled drugih gledatelja. Australska    biciklistička utrka Tour Down Under zabranila je uređaje navodeći da nanose "štetu biciklistima, dužnosnicima i vama samima".
Južnokorejska agencija za upravljanje radiom objavila je 2014. godine propise o zabrani prodaje neregistriranih selfie štapova koji koriste Bluetooth tehnologiju za aktiviranje kamere, jer se svaki takav uređaj koji se prodaje u Južnoj Koreji smatra "telekomunikacijskim uređajem" i mora ga testirati i registrirati agencija. 2015. Apple je zabranio selfie štapove s konferencije programera WWDC- a, iako nije izričito naveo zašto.

## Vanjske poveznice
- Teleskopski produživač za podršku kompaktnim fotoaparatima (datum prioriteta : 1983-01-18) - Google patenti